# Line Attack Heroes
Line Attack Heroes (ラインアタックヒーローズ?) es un videojuego descargable desarrollado por el japonés Grezzo y fue distribuido por WiiWare. Este proyecto fue revelado en la Conferencia de Nintendo el 8 de octubre como un juego para el público. 